# Деркач, Василий Григорьевич
Василий Григорьевич Деркач (24 января 1965) — советский и российский футболист, защитник.

## Биография
Начал карьеру в 1983 году в команде второй лиги «Торпедо» Луцк.
Во время прохождения армейской службы в 1984 году играл за дубль СКА «Карпаты» Львов, в 1985 году в командах мастеров не выступал.
В 1986—1991 годах во второй лиге за «Шахтёр» Караганда сыграл 189 игр, забил 27 мячей.
В начале 1992 года вернулся на Западную Украину, провёл три матча, забил один гол в первенстве первой лиги Украины за «Приборист» Мукачево, затем вернулся в «Шахтёр», за который сыграл 19 матчей в чемпионате Казахстана. В конце года перешёл в клуб второй лиги России «Металлург» Новотроицк, который стал тренировать уроженец Караганды Вячеслав Ледовских.
1995 год начал в клубе первой российской лиги «Луч» Владивосток, следующие полтора сезона вновь играл за «Шахтёр» в чемпионате Казахстана. В дальнейшем играл за российские клубы «Пищевик» Орск (1997, КФК), «Иртыш» Тобольск (1998), «Строитель» Тобольск (1999, КФК), «Титан»/«Березники» (2000, КФК — 2001).
Бронзовый призёр чемпионата Казахстана 1995 года.